# 굿바이 미스터 블랙
《굿바이 미스터 블랙》은 황미나가 《몬테크리스토 백작》을 모티프로 하여 창작한 대한민국의 만화 작품이다. 1980년대 초반부터 중반까지의 황미나의 작품 활동 제1기를 대표하는 작품 중 하나로 잡지 《여학생》에 연재되었다. 

## 단행본

### 서울문화사
- 굿바이 미스터 블랙 제1권, 1997년 4월 9일, ISBN 6000059324 {{isbn}}의 변수 오류: 유효하지 않은 ISBN.
- 굿바이 미스터 블랙 제2권, 1997년 4월 9일, ISBN 6000059325 {{isbn}}의 변수 오류: 유효하지 않은 ISBN.
- 굿바이 미스터 블랙 제3권, 1997년 4월 9일, ISBN 6000059326 {{isbn}}의 변수 오류: 유효하지 않은 ISBN.
- 굿바이 미스터 블랙 제4권, 1997년 4월 9일, ISBN 6000059327 {{isbn}}의 변수 오류: 유효하지 않은 ISBN.
- 굿바이 미스터 블랙 제5권, 1997년 4월 9일, ISBN 6000059327 {{isbn}}의 변수 오류: 유효하지 않은 ISBN.

### 학산문화사
- 굿바이 미스터 블랙 제1권, 2014년 1월 25일, ISBN 9791155973097
- 굿바이 미스터 블랙 제2권, 2014년 1월 25일, ISBN 9791155973110
- 굿바이 미스터 블랙 제3권, 2014년 2월 25일, ISBN 9791155976265
- 굿바이 미스터 블랙 제4권, 2014년 3월 25일, ISBN 9791155976272

## 텔레비전 드라마
2016년 3월 16일부터 이 작품을 원작으로 한 텔레비전 드라마가 문화방송에서 방영되고 있다.